# Charles Wyville Thomson
Charles Wyville Thomson (1830 - 1882) fue un naturalista, profesor, algólogo, explorador escocés.
De 1868 a 1870, participó en tres expediciones para estudiar la vida submarina, y demuestra que la vida es abundante en las profundidades, que entonces se consideraban incompatibles con la supervivencia de los organismos. Describió los resultados de sus observaciones en The Depths of the Sea (1873). Dirigió la parte científica de la expedición del Challenger que se realizó por más de 120 000 km por todo el orbe, entre 1873 y 1876. Fue ennoblecido como caballero a su regreso, y nombrado director de la comisión encargada de estudiar las muestras de especímenes recogidas durante el viaje.
Con el auxilio de William Benjamin Carpenter (1813–1885), Thomson conduce una misión de exploración en aguas profundas al norte de Irlanda, de 1868 a 1870.
Trabajó primero como profesor de botánica en la "Universidad del Rey en Aberdeen" ("King's College"), y luego como profesor de historia natural en el Queen's College en Cork (1853-1854) y finalmente como profesor de mineralogía y de geología en la "Universidad de Queen en Belfast", de 1854 a 1868.
En 1877 publicó The Voyage of the “Challenger”.

## Honores
- 1876, fue galardonado con el 2º premio de la Medalla Royal.

### Epónimos
Uno de los picos de las islas Kerguelen lleva su epónimo: Monte Wyville Thomson (937 m s. n. m.), punto más alto de la península Ronarch.
- La abreviatura «C.W.Thomson» se emplea para indicar a Charles Wyville Thomson como autoridad en la descripción y clasificación científica de los vegetales.[1]